# Ecorra
Ecorra s.r.o. ist ein tschechisches Unternehmen im Bereich Automobil.

## Unternehmensgeschichte
Das Unternehmen aus Kopřivnice begann 1993 mit der Entwicklung von Prototypen und ist auch als Restaurationsbetrieb tätig. Ab 1997 wurden auch komplette Automobile hergestellt und unter dem Markennamen Ecorra angeboten.

## Fahrzeuge
Das einzige Modell war der Sport V8. Dies war ein Coupé auf Basis des Tatra 700. Die Karosserie bestand aus Kunststoff. Für den Antrieb sorgte ein V8-Motor mit 4423 cm³ Hubraum und 400 PS Leistung, der im Heck montiert war. Die Höchstgeschwindigkeit war mit 300 km/h angegeben. Bei einem Radstand von 298 cm betrug die Fahrzeuglänge 510,5 cm, die Fahrzeugbreite 180 cm und die Fahrzeughöhe 118 cm. Zum Stückpreis von 150.000 DM wurden einige dieser Fahrzeuge auf Bestellung gefertigt.